# 张一一
张一一（1981年1月1日—），男，湖南湘阴人，中国作家、评论家。張一一因其牽涉諸多文化、娛樂事件以及炒作而備受爭議。他曾自封“炒作教主”和“炒家学派创始人”，在網絡上亦被稱為「炒作帝」。

## 生平
1981年，张一一出生在湖南省岳阳市湘阴县。
2005年，张一一出版《我不是人渣》。
2011年，张一一出版《反红楼梦》，后为歌手杨臣刚写作歌曲《兔子爱萝卜》，又创作了《男人的苦恼》，在农历春节创作《兔赋》。4月份，张一一出版《可爱的中国人》。
2014年，张一一编写的《新百家姓》在网上引起网民热议。因其将现任国家领导人習近平的姓氏（習姓）排在众多姓氏的前列，被网友们痛批为“舔习狗、狗奴才”。

## 爭議
2004年4月30日，長沙市《當代商報》刊登了張一一的征婚廣告，應征條件中提到「你一定要沒有看過中國隊和國奧隊的任何一場比賽」。當時中韓即將於長沙進行奥运會男子足球賽，因此其做法引來爭議。球賽結果是國奧隊以0:2的比分敗於韓國隊。之後在2004年5月8日，張一一以“中国足球的槽糕表现”為由提出民事起訴，向中國足協索赔精神损失费一分钱。有報導稱這是首次有中國球迷起訴足協。
2006年11月27日，張一一在博客上刊登文章，公開向當時剛宣布已離婚的湖南衞視主持人李湘求婚，更列舉出李湘「下嫁」的六大理由。李湘後來發短信婉拒，不過張一一並未就此放棄，之後還曾作出各種行徑以令對方回應，比如威脅要公佈她和緋聞男友的照片、在博客發表情書、聲稱會到對方家裡或工作場所裸奔等。於擾攘一個多月後，張一一在博客稱放棄追求李湘，并以“日薪一万元求租女友回家过年”。
2012年8月25日，張一一在新浪和腾讯微博上聲稱，瑞典文學院院士、諾貝爾文學獎評審委員馬悅然從翻譯中國作家莫言的作品中收取了好處費。8月27日，莫言在新浪和腾讯微博上作澄清，並稱會對造謠者保留诉诸法律的权利。張一一其後轉發了該聲明並繼續追討。及後他也不時在微博等网络媒体上稱莫言不配得諾貝爾文學獎，即使在頌獎前也發微博稱：「莫言获奖，我裸奔」。之後結果揭曉，莫言果真成為中國大陸首位獲得諾貝爾文學獎的作家，網民於是要求張一一兌現裸跑承諾。張一一最後履行承諾，在12月8日現身於浏阳飞天温泉並當眾裸奔。

## 作品

### 小说
- 《我不是人渣》，长江出版社，2005年，ISBN 9787807080466。
- 《一夜成名》，中国戏剧出版社，2006年，ISBN 9787104023135。
- 《不》
- 《努力》，北方文艺出版社，2008年，ISBN 9787531723097。
- 《炒作学》
- 《反红楼梦》
- 《可爱的中国人》
- 《带三只眼看国人》，南方出版社，2012年，ISBN 9787550106116。

### 赋
- 《兔赋》
- 《党赋》[14][15]